# Radiointerferometr
Radiointerferometr, interferometr radiowy – instrument astronomiczny do badania źródeł promieniowania radiowego, np. aktywnych jąder galaktyk, kwazarów; wykorzystuje zjawisko interferencji fal radiowych odbieranych przez co najmniej dwa radioteleskopy, z których sygnały są doprowadzane do wspólnego odbiornika; odznacza się dużą zdolnością rozdzielczą.
Obraz powstały w interferometrze jest transformatą Fouriera rozkładu jasności obiektu na niebie.
Celem uzyskania rozkładu jasności, czyli tzw. mapy jasności radiowej, uzyskane dane przetwarza się, wykonując odwrotną transformatę – za pomocą specjalistycznego oprogramowania.
W praktyce obserwacje z poszczególnych anten są rejestrowane osobno, a dopiero po skończonej sesji obserwacyjnej sygnały zarejestrowane są poddawane interferencji, szczególnie jeśli interferometr składa się z większej ilości anten. Dzięki temu uzyskuje się dane z wielu tzw. baz interferometru, co zwiększa dokładność uzyskanych wyników po opracowaniu.
Największy interferometr na świecie to Very Large Array. Ponieważ rozdzielczość uzyskanego obrazu jest tym lepsza, im większe bazy zostały użyte do obserwacji, często stosuje się obserwacje z radioteleskopów położonych nawet na różnych kontynentach, co się określa mianem interferometrii wielkobazowej. Należy dodać, że w tego typu obserwacjach dla uzyskania poprawnej interferencji sygnałów po obserwacji, niezbędna jest dokładna służba czasu.